# Henri Alain Liogier
Pour les articles homonymes, voir Liogier.
Henri Alain Liogier (né le 31 janvier 1916 à Chomelix et mort le 9 novembre 2009) est un botaniste français, professeur et membre du clergé basé au Texas.